# Mike Portnoy
Michael Stephen Portnoy (* 20. duben 1967 Long Beach) je americký rockový bubeník, nejlépe známý jako zakladatel a dlouholetý bubeník progresivně metalové skupiny Dream Theater. Je držitelem mnoha ocenění, která uděluje časopis Modern Drummer Magazine.
Jeho styl hraní vychází od jeho vzorů tj. Neil Peart, John Bonham, Keith Moon atd. Bubnovat začal již od mládí. K muzice měl velmi vřelý vztah. Jeho otec Howard Portnoy byl „dýdžejem“ po diskotékách, tak není divu, že se malý Mike potatil. Co se muziky týče, Mike se naučil hrát na bicí sám. Až později začal tento obor studovat. Vystudoval hru na bicí nástroje a baskytaru.
V mládí začal hrát s kapelami Intruder, Rising Power a Inner Sanctum. Získává také stipendium na škole Berklee College of Music v Bostonu. tam se setkává s kytaristou Johnem Petruccim a baskytaristou Johnem Myungem. A tam začala historie skupiny Dream Theater.
Skupina si dala název Majesty. Jenže tato skupina již existovala a tak jeho otec přišel s názvem Dream Theater. Samozřejmě nevěděl jak příznačné jméno bude pro tuto skupinu.

## Začátky skupiny Dream Theater
Skupina pod názvem Majesty (což je titul používaný pro krále a královny a znamená majestát, veličenstvo, vznešenost) začala hrát už v roce 1985. Toto hraní přineslo také první ovoce a to v roce 1989 kdy skupina už pod názvem Dream Theater nahrává své debutové album When The Dream and Day Unite. Kapela se dostala do povědomí posluchačů až v roce 1992 kdy vydává své druhé album Images and Words. Absolutní úspěch má album z roku 1993 Live at Marquee. Je to záznam živého koncertu z Velké Británie.

## Další projekty
Mike byl spoluzakladatelem dalších projektů. A to několika super-skupin. V první řadě to byl projekt Liquid Tension Experiment. Na tomto projektu se podílel i kytarista John Petrucci a klávesista Jordan Rudess. Oba dva hrají ve skupině Dream Theater.
Později přišel Transatlantic. Zde spolupracoval s klávesistou Nealem Morsem. Toto seskupení trvalo od roku 1999 do roku 2003. Je to zakončeno albem Live in Europe.
Dále je zde projekt O.S.I. (Office of Strategic Influence). V roce 2010 po náhlé smrti bubeníka Jimmyho "The Rev" Sullivana skupiny Avenged Sevenfold nahrává jejich páté album Nightmare a odehraje naplánované turné. Od roku 2012 je pod vedením producenta Billa Evanse přizván do projektu Flying Colors, do kterého jsou zapojeni i další významní muzikanti v oblasti progresivního rocku Steve Morse, Neal Morse a Dave LaRue. V současné době vystupuje s kapelami The Winery Dogs, Sons of Apollo a kytaristou Johnem Petruccim.

## Hall of Fame
Mike vstoupil do síně slávy už ve 37 letech (2004) jako jeden z nejmladších bubeníků na světě. Sám při rozhovoru co na to říká, uvedl, že je velice překvapen a že to vůbec nečekal. Už na studiích prohlašoval, že zde bude druhý Neil Peart. Jak je vidět tak se mu to povedlo. Je také držitelem 23 cen Modern Drummer Magazine. Ale jeho vzor Neil Peart z kapely Rush vstoupil do síně slávy o šest let dříve. A to když mu bylo 31 let.

## Vybavení
Jeho první bicí byly Tama Imperialstar. Tyto bicí si pořídil už v mládí. Jak sám uvádí měl tři zaměstnání, aby si je mohl pořídit. Samozřejmě tyto bicí bicí má uloženy doma ve sklepě i s ostatními.
Mapex/Sabian Mike podepsal smlouvu s tchajwanskou firmou Mapex a kanadským Sabianem na začátku let devadesátých. Tyto bicí ho provázely na dvou albech Images and Words a Awake.
Následující složení:

24x16 kick drum (2x)
5 1/2x14 snare drum

8x8 tom-tom,

10x8 tom-tom,

12x8 tom-tom,

14x10 tom-tom,

16x16 floor-tom,

18x16 floor-tom,

tamburine LP,

timbalitos 9 1/4 a 10 1/4,

4 octobany o hlobce 6" vyrobené speciálně firmou Mapex pro tuto sestavu.
Tama Starclassic/Sabian V roce 1997 Mike podepsal smlouvu s japonskou firmou Tama. Tato značka ho provází až do dnešních dnů. Je tedy vlajkovou lodí, neboli "vlajkovým hráčem" této značky.
Bicí měly název The Purple Monster. Jak už z názvu vyplývá jsou tyto bicí docela objemné. Byly vyrobeny ve třech provedeních a to v barvě bílo-růžové (americké turné), bílo-zelené (evropské turné) a bílo-červené (asijské turné). Speciálně pro tuto sestavu byl vyroben i malý buben. Zvláštní byl v tom, že struník se neovládal ručně jak je známo u všech typů bubínků, ale byl ovládán nohou. Ovládáním se struník dostával do třech poloh. A to buď: plně napnutý, středně napnutý a nebo do polohy vypnuté. S tímto nápadem přišel Mike za Tamou během roku 1997. Způsob ovládání nohou je znám především u tympánů. Tamě se tento nápad zalíbil. Problém byl v tom, že toto ovládání bylo na sériovou výrobu příliš drahé tak tento "snare drum" spatřil světlo světa jen v Mikově sestavě.
Následující složení:

24x16 kick drum (2x),

5 1/2 snare drum,

9 1/4 a 10 timbalito

octoban (model 343mm),

octoban (model 390mm),

octoban (model 443mm),

octoban (model 472mm),

8x8 tom-tom,

10x8 tom-tom,

12x9 tom-tom,

13x10 tom-tom,

14x14 tom-tom,

20x14 gong bass drum,

octoban (model 536mm),

octoban (model 600mm),

tamburine LP,

cowbell ridge rider,

percussion table.

Složení činelů:

1. 6" cymbal disc, 8" cymbal disc,

2. 18" AAX Chinese,

3. 8" China Kang,

4. 14" AAX hi-hat,

5. 17" Thin Crash,

6. 12" AAX Splash,

7. 18" Medium Thin Crash,

8. 8" AAX Splash,

9. 10" HH China Kang nahoře, dole 10" AAX Splash,

10. 18" AA Medium Crash,

11. 22" Rock Ride,

12. 19" HH Medium Thin Crash,

13. 13" AA Rock hi-hat,

14. 6" AAX Splash dole, 6" Ice Bell nahoře,

15. 12" Mini Chinese nahoře, dole 14" Jack DeJohnette Encore Crash,

16. 20" Thin Chinese,

17. high-octave crotales,

18. 20"x30" Thundersheet.

Mike dále používal pedály značky DW. (DW 5000 Accelerator) a paličky Pro-Mark 420 s nylonovou hlavičkou.
Tuto soupravu měl až do roku 2001, kdy se začalo natáčet album Six Degrees of Inner Turbulence. To už přišel s opravdu famózní soupravou.
Tama Starclassic/Sabian
Tato bicí souprava má název The Siamese Monster. Souprava je opravdu „monsterózní“. Je složena ze dvou souprav. Toto spojení by se dalo nazvat 2 in 1. Čili dvě soupravy v jedné. Korpusy bicích mají černou barvu a je na nich natištěno spousty log skupiny ve fialovém provedení. Zde už Mike začal používat své dva signované bubínky Melody Master. Jmenují se po jeho dceři Melody. Tyto bubínky už nemají struník ovládaný pedálem, ale jsou ovládány ručně. Tento systém se nazývá three-way tension strainer. Struník se dostává do polohy plně napnuté, středně napnuté a vypnuté. Bubínky jsou o rozměru 5 1/2x14 (javor) a 5x12 (ocel).
Levá strana soupravy je skoro stejná jako předchozí až na pár změn.16" floor tom je na levé straně. Zajímavá je strana pravá. Složení bubnů je sestupné ne vzestupné. Začíná o velikosti 13" to-tom, dále 10" tom-tom, 2x 6" octobany 536 a 600mm a končí bubnem gong bass drum 20x14. Je to vlastně tzv. experimentální souprava.
Následující složení levé strany:

22x18 kick drum (2x),

5 1/2x14 melody master,

octoban (343mm),

octoban (390mm),

octoban (443mm),

octoban (472mm),

8x8 tom-tom,

10x9 tom-tom,

12x10 tom-tom,

10" tymp-tom,

16x16 floor tom,

10,25" LP timbalito,

složení pravé strany:

20x16 kick drum,

5x12 melody master,

13x10 tom-tom,

10x10 tom-tom,

octoban (536mm),

octoban (600mm),

gong bass drum 20x14,

percussion table.

Složení činelů:

1. 14" AAX stage hi-hat,

2. 14" HHX studio crash,

3. 18" HHX chinese,

4. 18" HHX studio crash,

5. 7" signiture max splash,

6. 9" signiture max splash,

7. 18" AA medium thin crash,

8. Signiture max stax (mid),

9. 20" HHX chinese,

10. 22" Hand hammered rock ride,

11. 13" HHX groove hi-hat,

12. Signiture max stax (low),

13. 19" Signiture fierce crash,

14. 17" Hand hammered medium thin crash,

15. 11" Signiture max splash,

16. 17" Hand hammered thin crash,

17. 20" Hand hammered chinese,

18. 12" Ice bell,

19. Max stax (high),

20. 16" HHXtreme crash,

21. 14" Triple hi-hat,

22. 8" hi-hat,

23. 28" Zodiac gong.

Co se týče hardware Mike používá hi-hat Iron Cobra lever glide, single pedal Iron Cobra rolling glide
(2x). To je na pravé straně. Na levé straně je Tama cable-hat (2x), Iron Cobra twin pedal rolling glide a Iron Cobra lever glide.
Paličky Pro-Mark 420N s vlastním podpisem.
Tama Starclassic/Sabian
Tato souprava je vyrobena speciálně ke dvacátému výročí skupiny. Její název je The Albino Monster. Je v provedení custom white se stříbrnými logy skupiny. Pro tuto sestavu byly vyrobeny i dva bubíky Melody Master. A to v bílém provedení. Tama tyto bubínky distribuovala jako limitovanou edici. Souprava je zase obměněná. Není stejná jako ta předchozí. Na levé straně nejsou timbalito a tymp-tom se změnil na tom-tom. Zajímavá je pravá strana.
Je vyrobena na přání MP. Tato souprava vychází ze soupravy „Bonzo-kit“, kterou používal John Bonham, bubeník Led Zeppelin. S touto soupravou nahrával Mike album Octavarium. Tento set byl používán v provedení Mirage. Bubny byly zcela průhledné tedy vyrobeny z plastu. Právě proto si Mike nechal vyrobit repliku z dřevěných korpusů a vystupoval s ní na koncertech Dream Theater.
Složení soupravy levá strana:

22x18 kick drum(2x),

5 1/2x14 melody master,

5x12 melody master,

octoban (343mm),

octoban (390mm),

octoban (443mm),

octoban (472mm),

8x8 tom-tom,

10x9 tom-tom,

12x10 tom-tom,

14x6 tom-tom,

16x16 floor tom,

složení soupravy pravá strana „Bonzo-kit“:

26x14 kick drum,

6,5x14 snare drum,

14x10 tom-tom,

16x16 floor tom,

18x16 floor tom.

Složení činelů:

1. 14" AAX stage hats,

2. 14" HHX studio crash,

3. 18" HHX chinese,

4. Signiture max stax (high),

5. 18" HHX studio crash,

6. 7" Signiture max splash,

7. 9" Signiture max splash,

8. 18" AA Medium thin crash,

9. Signiture max stax, na něm položen Ice bell,

10. 20" HHX chinese,

11. 22" Hand hammered rock ride,

12. 13" HHX groove hi-hat,

13. Signiture max stax (low),

14. 19" Signiture fierce crash,

15. 15" Prototype hi-hat,

16. 16" Vault crash,

17. 11" Signature max splash,

18. 24" Prototype ride,

19. 18" AAX stage crash,

20. 19" Vault crash,

21. 20" Hand hammered chinese,

22. 28" Zodiac gong.

Hardware používal hi-hat Iron Cobra lever glide, single pedal Iron Cobra rolling glide (2x). Na pravé straně Iron Cobra lever glide hi-hat a twin pedal Iron Cobra rolling glide. Paličky Pro-Mark 420N.
Tama Mirage/Sabian
Tato souprava je velice zajímavá. Její název je The Mirage Monster. Je vyrobena z plastu a je celá průhledná. Na zakázku jsou zde vyrobeny octobany jak na levé straně tak i na pravé včetně gong bass drum. Levá strana je totožná ze soupravou The Albino Monster. Pravá strana je zase jiná. Kick drum je o velikosti 20". Jsou zde dva octobany 536 a 600mm, tymp-tom 14", 16x16 floor tom, 18x16 floor tom a gong bass drum 20x14. Je zde i signovaný bubínek 5x12 melody master v černém provedení. Na levé straně je používán 5 1/2x14 melody master. Rozložení činelů je trochu jiné. Je zde ride 22˝, nad bubínkem je umístěn splash 8˝ a malá hi-hat. Crash o velikosti 18˝ a china 20˝.
Tuto soupravu můžete zhlédnout na novém dvd Dream Theater Chaos in Motion 2007-2008 a zde je seznam složení:
Tama StarClassic Mirage Crystal Ice
A. 433mm Octoban
B. 472mm Octoban
C. 536mm Octoban
D. 600mm Octoban
E. 8x8 tom
F. 9x10 tom
G. 10x12 tom
H. 5½x14 tom
I. 16x16 floor tom
J. 5½x14 Melody Master snare
K. 18x22 bass drum
L. 18x22 bass drum
M. 536mm Octoban
N. 600 mm Octoban
O. 5x13 single headed tom
P. 14.14 floor tom
Q. 16x16 floor tom
R. 14x20 gong drum
S. 5x12 Melody Master snare
T. 18x20 bass drum
Sabian
1. 14" AAX Stage hats
2. 14" extra thin crash
3. 18" HHX Chinese
4. 18" HHX Studio crash
5. 8" Max Stax
6. 7" Max Stax
7. 9" Max Stax
8. 10" Max Stax
9. 7" Radia Bell
10. 18" AA medium thin crash
11. 20" HHX Chinese
12. 22" HH Rock ride
13. 19" Fierce Crash
14. 14" Max Stax
15. medium propeller
16. 13" HHX Stage hats
17. small propeller
18. 9" Max Splash
19. 16" HHXtreme crash
20. 20" AA El Sabor ride
21. 18" AAX Stage crash
22. 10" Max Splash
23. 11" Max Splash hi-hats
24. LP mountable cowbell
25. LP Rock Ridge Rider cowbell
26. 20" AA Chinese
27. 8" Radia flat bell
28. large propeller
29. 28" Zodiac gong (not shown, behind kit)
30. Roland Rhythm Coach (cowbell)
31. drink table holding one cup of blue sports drink and one bottle of water
LP, Roland, Tama:
aa. LP 515 Studio bar chimes
bb. Roland PD-8 trigger pad
cc. LP mountable Cyclops tambourine
dd. Pro-Mark JSBG stick bag
ee. Buttkicker Concert seat subwoofers
ff. Tama HT430 Round Rider throne
Hardware: Tama, including Iron Cobra Rolling Glide bass drum pedals, all cymbals locked on with clear Slicknuts.
Blány: Remo CS (black dot) on snare batter, Ambassador snare-side, clear Emperors on tops of toms, clear Ambassadors on bottoms, Powerstroke 3 on kick batters with clear Emperors on front (with silver 6" holes).
Paličky: Pro-Mark MP420 Millenium II (hickory), MT-3 mallets, Hot Rods
Více informací naleznete na již zmiňovaném dvd nebo na stránkách www.mikeportnoy.com/drums/mirage/